# La Patronne
Pour plus de détails, voir Fiche technique et Distribution.
La Patronne est un film français de Robert Dhéry réalisé en 1949.

## Synopsis
Agnès de Louvigny, aviatrice, s'écrase avec son avion sur la villa de Martial Simonet, grand couturier surnommé La Patronne. Mais des touristes s'affairent devant la villa.

## Fiche technique
- Titre : La Patronne
- Réalisation : Robert Dhéry
- Scénario et dialogues : André Luguet (auteur de l'œuvre originale)
- Musique : Gérard Calvi
- Photographie : André Germain et Robert Lefebvre
- Photographe de Plateau : Léo Mirkine
- Pays :  France
- Année de production : 1949
- Format : Son mono - Noir et blanc - 35 mm  - 1,37:1
- Genre : Comédie
- Durée : 87 minutes
- Date de sortie : 
  - France - 25 août 1949

## Distribution
- Annie Ducaux : Agnès de Louvigny
- André Luguet : Martial Simonet
- Jean Carmet : le brigadier
- André Gabriello : Argenteuil
- Rosine Luguet : la petite amie
- Gérard Calvi : le chef d'orchestre
- Jacques Legras : le témoin
- Alain Terrane